# غينيا الفرنسية
غينيا الفرنسية (بالفرنسية: Guinée française) كانت ملكية استعمارية فرنسية في غرب أفريقيا. ومع أن حدودها تغيرت بمرور الوقت، إلا أنها كانت في عام 1958 تلك الخاصة بدولة غينيا المستقلة الحالية.
أسست فرنسا غينيا الفرنسية عام 1891، ضمن نفس حدود مستعمرتها السابقة المعروفة باسم ريفيير دو سود (1882-1891). وقبل عام 1882، كانت الأجزاء الساحلية من غينيا الفرنسية جزءً من مستعمرة السنغال الفرنسية.
في عام 1891، تم وضع ريفيير دو سود تحت حكم نائب الحاكم المستعمر في داكار، الذي كان يتمتع بالسلطة على المناطق الساحلية الفرنسية شرق بورتو نوفو (بنين الحديثة). في عام 1894 تم فصل ريفيير دو سود وكوت ديفوار وداهومي إلى مستعمرات "مستقلة"، مع إعادة تسمية ريفيير دو سود لتصبح مستعمرة غينيا الفرنسية. وفي عام 1895، أصبحت غينيا الفرنسية واحدة من عدة مستعمرات تابعة وأصبح حاكمها واحدًا من العديد من نواب الحاكم الذين قدموا تقاريرهم إلى الحاكم العام في داكار. وفي عام 1904، تم إضفاء الطابع الرسمي على اتحاد المستعمرات هذا باسم غرب أفريقيا الفرنسي. كان كلٌ من غينيا الفرنسية والسنغال وداهومي وكوت ديفوار والسنغال العليا والنيجر يحكمها نائب حاكم تحت الحاكم العام في داكار.

## التاريخ الاستعماري
كانت غينيا تحكمها فرنسا حتى عام 1958. لقد نالت استقلالها عن فرنسا عام 1958 بعد رفض ناخبيها لدستور شارل ديغول لعام 1958. وفي ذلك الوقت كانت غينيا الفرنسية المستعمرة الوحيدة التي رفضت الدستور الجديد. أصبحت غينيا الفرنسية الدولة الحديثة لغينيا، واحتفظت بالفرنسية كلغة رسمية.